# Округ Перкинс (Небраска)
Перкинс (енгл. Perkins County) је округ у америчкој савезној држави Небраска.

## Демографија
По попису из 2010. године број становника је 2.970, што је 230 (-7,2%) становника мање него 2000. године.
| Група             | 2000.         | 2010.         |
| Белци             | 3.090 (96,6%) | 2.848 (95,9%) |
| Афроамериканци    | 1 (0,0%)      | 11 (0,4%)     |
| Азијати           | 7 (0,2%)      | 5 (0,2%)      |
| Хиспаноамериканци | 74 (2,3%)     | 95 (3,2%)     |
| Укупно            | 3.200         | 2.970         |